# Абрахам Валд
Абрахам Валд е американски математик. Има приноси в областта на геометрията, иконометрията, теорията на решенията, основател е на статистическия последователен анализ.

## Биография
Роден е в еврейско семейство на 31 октомври 1902 година в Клаузенбург, Австро-Унгария (днешен Клуж-Напока, Румъния). Поради религиозни причини не може да посещава съботните училищни занятия, задължителни по онова време по унгарската учебна система. С обучението се заемат родителите му.
През 1927 година влиза в Университет във Виена, където изучава математика, след като му е признат изпит за взета матура. Там става ученик на Карл Менгер. Завършва през 1931 година. Между 1931 и 1936 година публикува множество статии в областта на метричното пространство, теория на множествата и диференциалната геометрия. Въпреки това, не успява да си намери работа в университета.
По-късно приема покана на Cowles Commission for Research in Economics да емигрира в Съединените щати, където работи върху изследвания в областта на иконометрията.
По време на Втората световна война Валд публикува изследване върху пораженията на завърналите се бомбардировачи. Според него зоните на фюзелажа на самолета, в които липсват поражения, са уязвимите зони, които трябва да бъдат укрепени. Най-засегнатите от вражески огън зони на оцелелите самолети са тези, които самолетът може да понесе, и обратно – поразените фатално самолети явно са улучени в уязвимите зони, поради което няма данни за такива поражения.
Валд и съпругата му загиват при самолетна катастрофа в планините Нилгири, Южна Индия на 13 декември 1950 г.

## Публикации
- Wald, Abraham. (1943). A Method of Estimating Plane Vulnerability Based on Damage of Survivors. Statistical Research Group, Columbia University. CRC 432 – reprint from July 1980. Center for Naval Analyses Архив на оригинала от 2014-10-09 в Wayback Machine.